# Wijchen
Wijchen — miasto we wschodniej Holandii, w prowincji Geldria, w pobliżu granicy z Niemcami, nad Mozą, 30 km na południe od Arnhem. 

## Miasta partnerskie
- Stargard